# Mahlastraße (Landau)

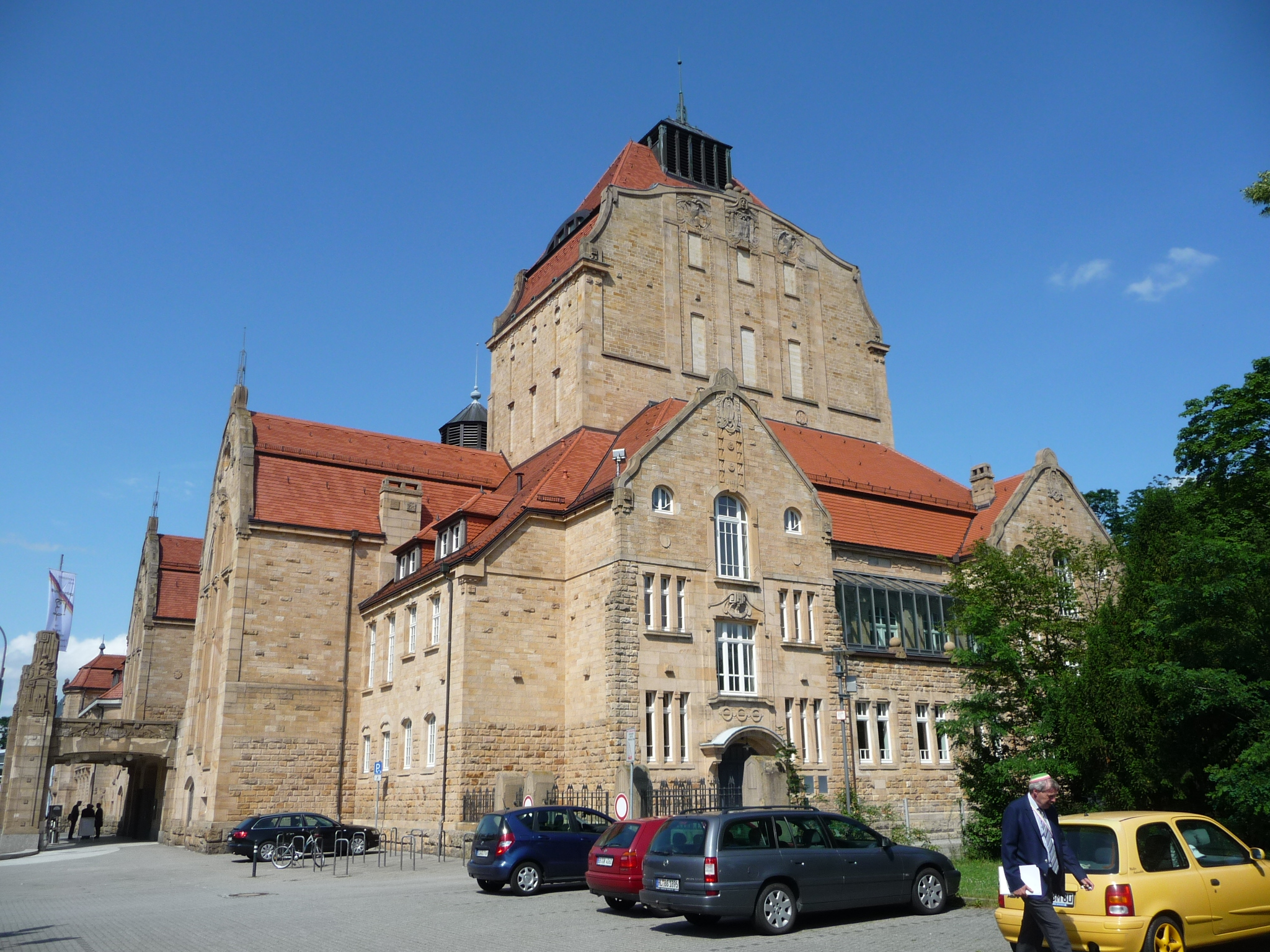
Jugendstil-Festhalle

Die Mahlastraße ist eine Straße in Landau in der Pfalz.

## Lage
Die Mahlastraße liegt inmitten der Kernstadt von Landau in der Pfalz. Im Süden mündet die vertikal verlaufende Straße in die Rheinstraße und im Norden in die Martin-Luther-Straße, die parallel entlang des südlichen Ufers der Queich verläuft. Kurz vor ihrem nördlichen Ende zweigt eine Seitenstraße ab, die ebenfalls Teil der Martin-Luther-Straße ist. Östlich erstreckt sich der Ostpark mit dem Schwanenweiher.

## Geschichte
Nachdem die Festung Landau 1871 aufgegeben worden war und die Stadt bereits 1855 Eisenbahnanschluss erhalten hatte, entstand das Bedürfnis, die Stadt in die östliche Richtung zu erweitern. Die Straße selbst wurde um 1900 angelegt und wurde nach Friedrich August Mahla (1829–1913) benannt, der von 1887 bis 1904 als Bürgermeister der Stadt amtierte.

## Bauwerke
Innerhalb der Mahlastraße existieren mehrere denkmalgeschützte Einzelbauwerke:
- Villa am nördlichen Ende
- Jugendstil-Festhalle.
- Wohnhaus mit der Hausnummer 6
- Wohnhaus mit den mit der Hausnummer 12 und 14

Zudem sind alle Gebäude der Hausnummern zwei bis 18 Teil der Denkmalzone Denkmalzone Mahlastraße/Ostring, die zusätzliche Teile der Martin-Luther-Straße und des westlich parallel verlaufenden Ostrings umfasst.

## Institutionen
Der Offene Kanal Weinstraße hat seinen Sitz in der Mahlastraße. Am nördlichen Ende befindet sich außerdem das Parkhotel.